# Ruda (przystanek kolejowy)
Ruda – przystanek kolejowy w Rudzie, w województwie podlaskim, w Polsce. Zbudowany pod koniec XIX wieku.

## Ruch pasażerski
| Rok  | Wymiana pasażerska na dobę |
| ---- | -------------------------- |
| 2017 | 0-9                        |
| 2022 | 0-9                        |

## Połączenia
- Białystok
- Grajewo → Ełk